# Opora výběru
Opora výběru ve statistickém, sociologickém či marketingovém výzkumu je seznam či metoda, umožňující pracovat s jednotkami populace zkoumané výběrovým šetřením. Na základě opory výběru lze zvolit výběrový soubor (soubor, který poté reálně zkoumáme), jehož výsledky by zastoupily údaje za nedostupný celek.
Opora výběru je seznam jednotek cílové nebo základní populace, ze kterého je pak vybírán zkoumaný výběrový soubor, nebo jednoznačný výběrový předpis, kterým je tento soubor získán. Výběrový soubor se na základě opory stanovuje pomocí výběru, například na základě pravděpodobnostního výběru. Účelem je poskytnout údaje, které lze zobecnit na celý základní soubor (soubor, na který chceme výsledky zobecnit). Zkoumat populaci výběrového souboru je výhodné, protože je to metoda levnější a rychlejší. V mnoha případech navíc ani technicky nelze zkoumat celý základní soubor.
Hlavním důvodem výběrového šetření (= snaha o to, aby výběrový soubor dobře reprezentoval základní soubor, potom je možné zobecnit poznatky z výběrového souboru na celý základní soubor) je fakt, že některé populace nelze zkoumat celé, neboť:
1. nejsou dostupné všechny jejich jednotky
2. není dostatek času na výzkum
3. není dostatek financí
4. některé typy zkoumaných problémů mohou vyžadovat zničení zkoumaných jednotek v průběhu výzkumu.[2]

## Vlastnosti opory výběru
Opora výběru by měla mít v ideálním případě následující vlastnosti:
1. Všechny jednotky by měly být identifikovatelné, musíme mít tedy nějaký logický numerický identifikátor (= uvedený počet jednotek).
2. Všechny jednotky zařazené do vzorku by měly být k nalezení. Tím máme na mysli adresu, telefonní číslo, umístění na mapě a další relevantní informace.
3. Výběrový rámec je organizovaný systematickým způsobem. To znamená, že jednotky by měly být organizovány například podle velikosti.
4. Výběrový rámec obsahuje přídavné informace pro každou jednotku. Takové informace mohou být použity pro efektivní zlepšení, jako je například rozvrstvení, nebo vytvoření odhadů, které zahrnují doplňující proměnné.
5. Výběrový rámec obsahuje doplňující informace o jednotkách, které umožňují použití více pokročilých opor výběru.
6. Každý element zkoumané populace je přítomen ve výběru.
7. Elementy zkoumané populace jsou přítomny ve výběru pouze jednou.
8. Elementy mimo zkoumanou populaci nejsou přítomny ve výběru.
9. Údaje jsou aktualizovány. [3]

Slovem jednotky myslíme osoby, které byly/jsou do výzkumu zařazeny.

## Formy získání opory výběru
Aby opora výběru mohla poskytnout údaje, které by bylo možné zobecnit na celý základní soubor, je nutné využít jednu z forem, jak daný soubor zástupců vybereme. Nejčastěji jsou využívány následující způsoby.

### Lístky (kartičky)
V případě, že nemůžeme provést výběr jednotek přímo (jako například u osob, domácností, průmyslových podniků, větších předmětů, parcely apod.), je důležité – a náhodnost výběru se tím nijak nenaruší – aby jednotky byly při vybírání zastoupeny značkami (= poznávací zkratka, která slouží k označení), např. lístky se jmény jednotek. Ty se následně promíchají, a potom se namátkou odebere stanovený počet.

### Seznam jednotek
Ze seznamů vybíráme jednotky tak, že je napřed očíslujeme pořadovými čísly, a pak vybíráme čísla (např. z tabulek náhodných čísel).

### Mapy
Tato opora se využívá zejména při výběru bloků domů, pozemků, různých staveb, osad apod. Tento výběr lze vykonat také pomocí číslování.
Díky těmto formám získáme seznam jednotek cílové (= soubor jednotek, pro které chceme vyslovit závěry) nebo základní populace (= soubor jednotek, které v dané situaci zastupují cílovou populaci).

## Náležitosti opory výběru
Opora výběru musí v každé formě odpovídat určitým kritériím, zejména musí být úplná. Značky a jednotky si musí navzájem odpovídat jednoznačně a zároveň musí být udán způsob, jak ke každé značce nalézt příslušnou značku a naopak. Toho lze dosáhnout např. u seznamu tím, že se vedle “jména” každé jednotky uvede i její “adresa”, tj. buď adresa v běžném smyslu slova, nebo jiný pokyn, jak jednotku nalézt.
Při složitějších způsobech výběru musí opora zahrnovat všechna vedlejší data nezbytná k uskutečnění výběru vybraným způsobem. Nakonec opora nemá být příliš stará, protože posléze může obsahovat jednotky, které již neexistují, a naopak v ní nebudou jednotky nové.